# لیاندرو کوفره
لیاندرو کوفره (اسپانیایی: Leandro Cufré‎؛ زادهٔ ۹ مهٔ ۱۹۷۸) بازیکن فوتبال پیشین اهل آرژانتین است که در پست مدافع بازی می‌کرد.

## باشگاهی
از باشگاه‌هایی که در آن بازی کرده‌است می‌توان به جیمناسیا لاپلاتا، آ. اس. رم، سیه‌نا، موناکو، هرتابرلین، دینامو زاگرب اشاره کرد.

## تیم ملی
وی ۱۷ بار برای تیم ملی فوتبال آرژانتین به میدان رفت و در ترکیب این تیم در جام جهانی فوتبال ۲۰۰۶ حضور داشت.